# Linux Professional Institute
Linux Professional Institute Inc. (Institut professionnel Linux, LPI) est un organisme à but non lucratif qui propose des certifications pour des administrateurs système et des programmeurs Linux.
Les certifications Linux Professional Institute Certification (certification de l'Institut professionnel Linux, LPIC) indiquent un niveau de compétence professionnelle de leur titulaire. Elles sont actuellement valables pendant une durée de cinq ans.

## Le cursus et les examens

Tux le manchot, la mascotte de Linux

Chaque niveau est validé par un ou plusieurs examens.
Les examens couvrent un certain nombre de sujets liés à Linux. Ils peuvent être passés dans presque tous les pays du Monde, et sont traduits dans un certain nombre de langues.
Les examens se présentent essentiellement sous la forme de questionnaires à choix multiples (QCM). Il y a également des réponses librement rédigées. Ils se passent soit sur ordinateur, soit sur papier.
Les examens ont été conçus pour être indépendants des distributions de Linux, et demandent une connaissance générale de Linux plutôt que des détails sur telle ou telle distribution. Ainsi, les postulants doivent par exemple connaître les deux systèmes de gestion des paquetages logiciels Debian et RPM. Le programme est également censé être neutre face à l'architecture matérielle des ordinateurs, mais l'architecture des PC sert de référence.
Le cursus est le suivant :
- L'essentiel sur Linux (Linux essentials)
ce premier examen facultatif n'est pas nécessaire pour obtenir les certifications suivantes
- Administrateur junior (Junior Level Administration), certification LPIC-1
pour l'obtenir, il faut réussir les deux examens LPI-101 et LPI-102
- Administrateur intermédiaire (Advanced Level Administration), certification LPIC-2
pour l'obtenir, il faut être certifié LPIC-1 et réussir les deux examens LPI-201 et LPI-202
- Administrateur senior (Senior Level Linux Professional), certification LPIC-3
pour l'obtenir, il faut être certifié LPIC-2 et réussir l'examen LPI-301
on peut de plus passer des examens donnant droit à une « spécialisation » :
  - LPI-302 (environnement mixte Linux+Windows)
  - LPI-303 (sécurité)
  - LPI-304 (virtualisation et haute disponibilité)

Pour les certifications faisant appel à deux examens, l'ordre dans lequel on passe les deux examens est indifférent et le niveau des deux examens est à peu près identique. Il est possible de passer plusieurs fois un examen jusqu'à le réussir, mais les questions possibles sont en nombre suffisant pour limiter l'efficacité des techniques de mémorisation aveugle. L'épreuve dure 90 minutes, 120 minutes si l'on subit des questions expérimentales (non comptées) qui pourront être introduites dans les prochains tests. Pour réussir un examen, il faut obtenir un score de 500 points sur une échelle qui va de 200 à 800, certaines questions comptant plus que d'autres.
Le prix d'un examen isolé est de 145 € HT en 2012, sauf pour LPI-301 qui coûte 225 €, avec des réductions pour l'enseignement et des tarifs de groupe. Une personne intéressée par la certification doit en général y ajouter le prix de manuels pour réviser (environ 25 €), de tests de révision (environ 75 € par examen) ou de formations (environ 2000 € HT par examen).

## Organisation
Linux Professional Institute Inc. est un organisme à but non lucratif canadien fondé le 25 octobre 1999 au Nouveau-Brunswick au Canada. Il a des bureaux à Toronto, en Ontario au Canada et Sacramento, en Californie aux États-Unis. Le président de son conseil d'administration est Jim Lacey.
Le LPI encourage la participation active de la communauté Linux à la création et à la mise à jour des examens. N'importe qui peut utiliser le wiki de définition des objectifs des examens, ainsi que la liste de discussion de la conception des examens pour participer à la création de nouveaux examens et à l'actualisation des examens existants.
Les examens de certification se déroulent sur rendez-vous dans les centres de test de la Pearson Virtual University Enterprises (VUE) ainsi qu'occasionnellement lors d'évènements et rendez-vous internationaux de la communauté du libre, tel que le FOSDEM ou le LinuxWorld, où ils sont proposés à prix réduits, ou même gratuitement pour les conférenciers. Depuis 2012, les examens ne peuvent plus être passés chez Prometric. Depuis 2011, LPI-France a monté un partenariat avec Linagora pour l'organisation des examens en France.
Le LPI s'appuie sur un réseau d'organismes affiliés (Master affiliates) pour être représenté sur l'ensemble de la Planète. LPI-France est en fait l'association Mosaïque du Monde, une association régie par la loi de 1901 créée en 1998. La Suisse, la Belgique et le Luxembourg sont gérées par LPI-Central Europe avec le reste de l'Europe centrale. Le Québec est géré par LPI-North America. Les autres pays francophones (Maghreb, Afrique de l'Ouest et centrale, océan Indien…) sont gérés par LPI-Francophonie.
Le LPI a monté des partenariats avec SUSE (Novell) et avec Comptia. Il est également membre fondateur du Desktop Linux Consortium (en).

### Sources
- (en) Cet article est partiellement ou en totalité issu de l’article de Wikipédia en anglais intitulé « Linux Professional Institute » (voir la liste des auteurs).

- (en) Cet article est partiellement ou en totalité issu de l’article de Wikipédia en anglais intitulé « Linux Professional Institute Certification » (voir la liste des auteurs).